# Manuel da Costa Braz
Manuel da Costa Braz CvA • GCIH • GCL (Golegã, Pombalinho, 4 de novembro de 1934 – Lisboa, 2 de julho de 2019) foi um oficial do Exército Português que exerceu importantes funções políticas no período posterior à Revolução de 25 de Abril de 1974, entre as quais as de Ministro da Administração Interna (1974-1975 e 1978-1980) e de Alto-Comissário contra a Corrupção (1983-1993).

## Biografia
Fez os estudos liceais em Leiria, Figueira da Foz e Coimbra. Depois concluiu o curso geral preparatório e o curso de artilharia da Escola do Exército, tendo iniciado a sua carreira como oficial da arma de artilharia do Exército Português. 
Promovido a Alferes em 1 de Abril de 1956, a Tenente em 1 de Dezembro de 1958, prestando neste período inicial da sua carreira serviço Escola Prática de Artilharia, até ser feito Capitão, em 1961. Colocado no Estado Maior do Exército, foi promovido a Major em 1 de Agosto de 1969 e a Tenente-Coronel em 1 de Agosto de 1973.
Fez três comissões de serviço: em Angola (voluntário, Novembro de 1961 a Julho de 1965; de Outubro de 1966 a Lulho de 1968) e na Guiné (de Julho de 1970 a Setembro de 1971).
Posteriormente promovido a Coronel em 31 de março de 1981, após realizar também os cursos geral e complementar do Estado-Maior. Passou à reserva no posto de Coronel.
Foi um dos oficiais que participou na preparação do movimento militar que deu origem à Revolução dos Cravos, na qual assumiu importante papel. No período que se segiu imediatamente à Revolução participou activamente na condução do processo político de transição para o regime democrático, tendo sido um dos redactores do Programa do Movimento das Forças Armadas. Na fase do PREC, participou na redação do Documento dos Nove de Agosto de 1975.
Exerceu diversas funções de cariz político, entre as quais as de 1.º Provedor de Justiça de Portugal de 1975 a 1976, de Adjunto Militar do Primeiro-Ministro do 1.º Governo Provisório (1974) e de embaixador dos Serviços Externos do Ministério dos Negócios Estrangeiros (1975).
Durante o período anterior à aprovação da Constituição Portuguesa de 1976, exerceu as funções de Ministro da Administração Interna nos 2.º Governo Provisório e 3.º Governo Provisório (1974-1975), chefiados por Vasco Gonçalves, tendo a seu cargo o complexo processo de organizar o primeiro recenseamento eleitoral posterior ao Estado Novo e de lançamento do processo eleitoral para a Assembleia Constituinte.
Exerceu também as funções de Ministro da Administração Interna no 1.º Governo Constitucional (1976-1978), chefiado por Mário Soares, cargo que voltou a exercer, em acumulação com as de Ministro-Adjunto do Primeiro-Ministro, no 5.º Governo Constitucional (1979-1980), chefiado por Maria de Lourdes Pintasilgo, período em que foi organizado o processo para as eleições autárquicas e e para as eleições legislativas de dezembro de 1979.
Foi nomeado Provedor de Justiça (1975-1975) e depois Alto-Comissário contra a Corrupção pelo Governo, função em que viria a ser depois confirmado por eleição da Assembleia da República, tendo exercido o cargo entre 1983 e 1993.
No campo empresarial, foi administrador da Hidroelétrica de Cabora Bassa (1979 a 1981) e administrador da Empresa Ilídio Monteiro Construções Lda. (1981 a 1983) e  presidente do conselho de administração da Hidroelétrica de Cabora Bassa (1993 a 1999).).
Em 1997, foi nomeado presidente do Conselho Nacional para a Reabilitação e Integração das Pessoas com Deficiência.
A 3 de junho de 1980 foi agraciado com o grau de Cavaleiro da Ordem Militar de Avis, a 30 de junho de 1982 foi agraciado com a Grã-Cruz da Ordem do Infante D. Henrique e a 1 de outubro de 1985 foi agraciado com a Grã-Cruz da Ordem da Liberdade. A 15 de fevereiro de 1989, foi agraciado com a Grã-Cruz da Ordem de Isabel a Católica, de Espanha.
Morreu a 2 de julho de 2019, aos 84 anos de idade, no Hospital da Luz, em Lisboa, onde se encontrava internado.